# Begonia acerifolia
Begonia acerifolia é uma espécie de Begonia, nativa do Equador.

## Sinônimos
- Begonia dolabrifera C.DC.